# Frank McCourt
Francis „Frank” McCourt (ur. 19 sierpnia 1930 w Nowym Jorku, zm. 19 lipca 2009 tamże) – pisarz amerykański pochodzenia irlandzkiego, laureat Nagrody Pulitzera. Światową sławę przyniosła mu autobiograficzna powieść Prochy Angeli.

## Życiorys
Frank McCourt urodził się w nowojorskiej dzielnicy Brooklyn w rodzinie irlandzkich emigrantów. Dorastał w irlandzkim mieście Limerick, do którego rodzice McCourta wrócili po czterech latach pobytu w USA. Ze względu na alkoholizm ojca rodzina żyła w skrajnej biedzie, a McCourt bardzo wcześnie zmuszony był podjąć pracę zarobkową. W roku 1949 wrócił do Stanów Zjednoczonych. Tam ukończył studia i podjął pracę w szkolnictwie. Uczył angielskiego i technik kreatywnego pisania, a po przejściu na emeryturę sam zajął się pisarstwem. W 1996 roku ukazała się jego debiutancka powieść Prochy Angeli, w której opisał swą młodość oraz klerykalną społeczność rodzinnego miasta. Wyróżniona Nagrodą Pulitzera książka stała się światowym bestsellerem i osiągnęła nakład ponad 6 milionów egzemplarzy. W roku 1999 została zekranizowana przez Alana Parkera.
Zmarł w wyniku komplikacji wywołanych czerniakiem złośliwym.

## Książki
- Prochy Angeli (pierwsze wyd. polskie ukazało się pod tytułem Popiół i żar)
- I rzeczywiście
- Nauczyciel